# Cooper Union

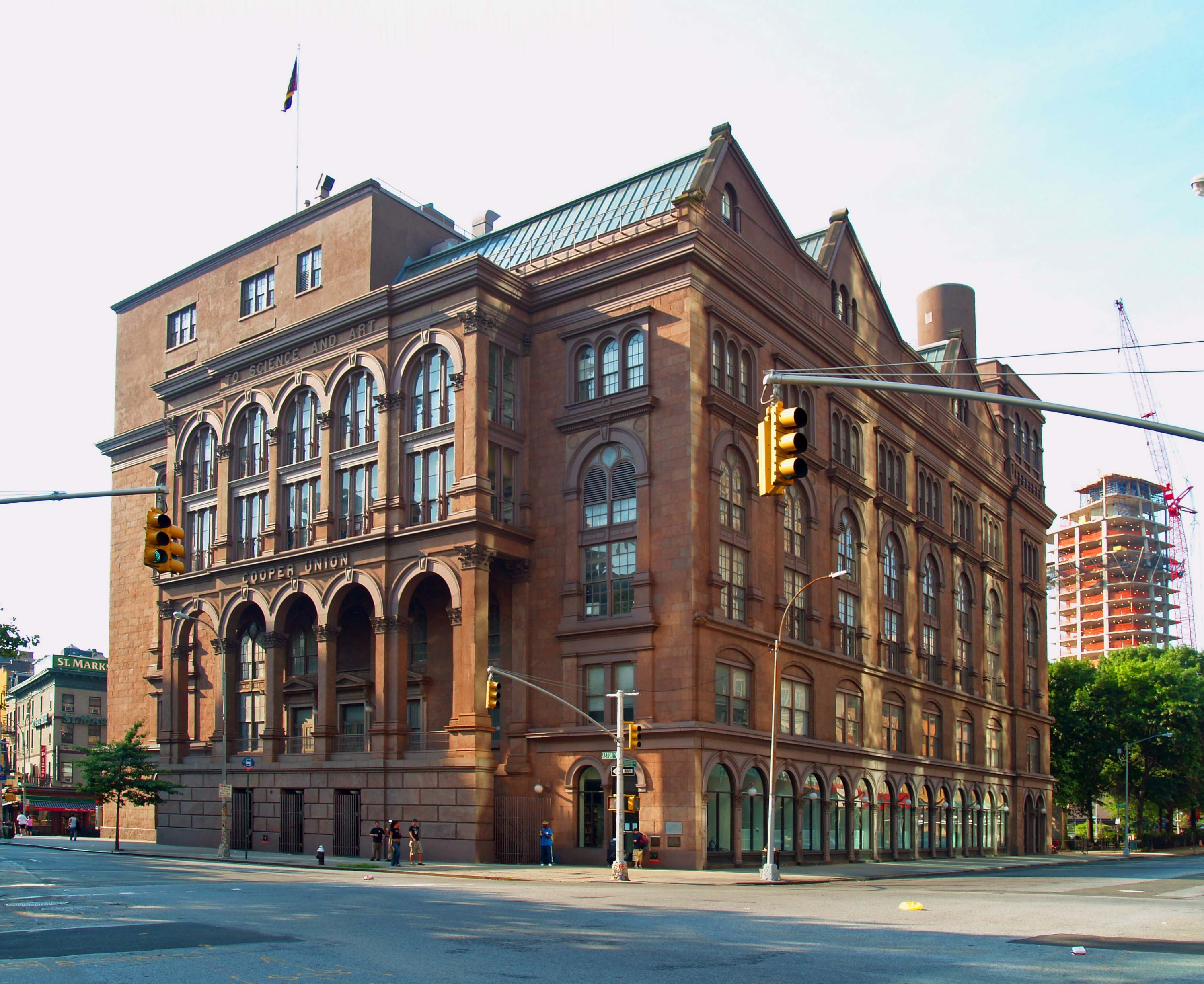
The Cooper Union for the Advancement of Science and Art

The Cooper Union for the Advancement of Science and Art auch The Cooper Union ist ein privat betriebenes College in Lower Manhattan, New York City. Die Cooper Union befindet sich im East Village, zwischen Cooper Square und Astor Place. Bis 2014 war sie eine der wenigen höheren Bildungsanstalten in den USA, die allen Studierenden ein gebührenfreies Studium gewährten. Die Cooper Union verleiht Abschlüsse in Architektur, Kunst und Ingenieurwissenschaften.
Durch ein strenges Auswahlverfahren werden lediglich zehn bis zwölf Prozent der jährlichen Bewerber aufgenommen. Finanziert wird die Schule größtenteils durch Spenden. Einige der wichtigsten Persönlichkeiten des US-amerikanischen Wissenschaftslebens, der Architektur und Kunst waren und sind Absolventen der Cooper Union, darunter Herb Lubalin, Alex Katz, Daniel Libeskind und Milton Glaser.

## Geschichte

Holzschnitt mit Eisenträgern

Querschnitt durch das Gebäude

Die Cooper Union wurde 1859 durch den Industriellen und Erfinder Peter Cooper gegründet. Beim Bau des Gebäudes wurden erstmals eiserne T-Träger der Firma Trenton Iron Works verwendet sowie Schächte für einen Fahrstuhl der Firma Otis und Heizungs- sowie Sanitäreinrichtungen vorgesehen. 1859 war es das höchste und modernste, mit seinen 900 Sitzplätzen in der Great Hall auch das größte Gebäude in New York. Cooper, der keine geregelte Ausbildung genossen hatte, machte es sich zur Aufgabe, Bildungsmöglichkeiten auch für ärmere Bevölkerungsschichten zu schaffen. Die Cooper Union begann als Institut für Erwachsenenbildung, als Abendschule für angewandte Wissenschaften und Technisches Zeichnen und als Tagesschule für Frauen mit Kursen in Fotografie, Telegrafie, Schreibmaschine und Kurzschrift. Diskriminierung aufgrund von Rasse, Religion oder Geschlecht war ausdrücklich verboten.
Im Beirat waren unter anderem Horace Greeley und William Cullen Bryant tätig.

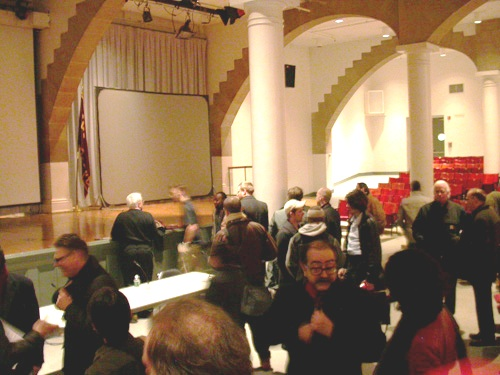
Die Great Hall der Cooper Union

Am 27. Februar 1860 wurde die Great Hall (Aula) der Schule Schauplatz einer historischen Rede. Abraham Lincoln, ein damals noch relativ unbekannter Anwalt aus Illinois, griff den noch nicht nominierten Präsidentschaftskandidaten Stephen A. Douglas vor 1.500 Zuhörenden in der Frage, wie ein Ausbreiten der Sklaverei durch föderale Machtausübung einzudämmen sei, scharf an. Die Rede wurde in Pamphletform weit verbreitet und förderte die Popularität Lincolns, so dass er bei seiner anschließenden Reise nach New England Einladungen zu zahlreichen weiteren Reden erhielt.
In den 1870ern, als Indianer weitgehend noch als „Wilde“ und Feinde angesehen wurden, lud Cooper Häuptlinge wie „Red Cloud“ von den Lakota Sioux und „Little Raven“, Häuptling der Arapaho, zu Vorträgen in der Great Hall ein. Cooper hatte auch Interesse an den Frauenrechten, so dass er die Türen öffnete für Susan B. Anthony, Elizabeth Cady Stanton und Victoria Woodhull aber auch für den Anführer der Arbeiterbewegung, Samuel Gompers. Die Great Hall war auch Geburtsstätte des American Red Cross und 1909 der National Association for the Advancement of Colored People (NAACP).
Seit dieser Zeit diente die Aula als Schauplatz vieler historischer Reden, unter anderem der Präsidenten Grant, Cleveland, Taft, Theodore Roosevelt, Woodrow Wilson und Bill Clinton, der am 12. Mai 1993 hier seine Grundsatzrede über die Pläne zur Reduzierung des Haushaltsdefizits hielt, sowie zuletzt Barack Obama.
In den 1970er Jahren wurde das Innere von John Hejduk renoviert, dem ehemaligen Dean der Cooper Union’s Irwin S. Chanin School of Architecture.
Heute steht das Gebäude unter Denkmalschutz. Im Juli 1961 wurde das Bauwerk als ein National Historic Landmark ausgewiesen. Die Stadt New York stufte es als eine „New York City Landmark“ ein. Das Gebäude bietet Platz für Klassenräume, Studios, die Haupt-Bibliothek sowie die Arthur A. Houghton Jr. Gallery.
Auf dem Campus der Cooper Union wurde 2009 das von dem Architekten Thom Mayne entworfene New Academic Building (NAB) am 41 Cooper Square eingeweiht, das als führendes Gebäude für umweltverträgliches Bauen mit der Leadership in Energy and Environmental Design (LEED) zertifiziert wurde.
2014 musste das College das erste Mal seit seiner Gründung Studiengebühren erheben.

## Fakultäten
- The School of Art
- The Albert Nerken School of Engineering
- The Irwin S. Chanin School of Architecture
- The Faculty of Humanities and Social Sciences
- The C.V. Starr Research Foundation at The Cooper Union

## Bekannte Absolventen
- Mark Adler, Mathematiker
- Shigeru Ban, Architekt
- Donald Baechler, Künstler
- Emil Berliner, Erfinder des Grammophons
- Miriam Cooper, Schauspielerin
- Thomas Alva Edison, Erfinder
- Audrey Flack, Malerin und Bildhauerin
- Max Fleischer, Cartoonist und Trickfilmproduzent
- Milton Glaser, Grafikdesigner und Illustrator
- John Hejduk, amerikanischer Architekt
- Eva Hesse, Künstlerin
- Russell Hulse, Physiker, Nobelpreis für Physik
- Bob Kane, Comiczeichner
- Lee Krasner, Malerin
- Daniel Libeskind, Architekt
- Herb Lubalin, Grafikdesigner
- Ellen Lupton, Grafikdesigner
- George Maciunus, Künstler
- Jürgen Mayer H., Architekt
- Mike Mills, Regisseur
- Augustus Saint-Gaudens, Bildhauer
- Augusta Savage, Bildhauerin
- George Segal, Künstler
- Philip Taaffe, Maler
- Tom Wesselmann, Maler, Grafiker und Objektkünstler
- Joel-Peter Witkin, Fotograf
- Karen Sandler, Juristin